# Бабаев, Агшин Алим оглы
Агшин Алим оглы Бабаев (азерб. Aqşin Alim oğlu Babayev; род. 17 апреля 1986, Сальян, Сальянский район) — азербайджанский профессиональный боец ММА, 6-кратный чемпион Азербайджана, 3-кратный чемпион мира, 2-кратный чемпион Европы, чемпион Азии, 3-кратный чемпион Азербайджана по грэпплингу, 3-й в соревнованиях. мир. Рекорд ММА 22-10-0 в.

## Достижения
6-кратный чемпион Азербайджана. 3-кратный чемпион мира. 2-кратный чемпион Европы. Чемпион Азии. 3-кратный чемпион Азербайджана по грэпплингу. 3-й в мировых соревнованиях MMA Record 22-7-0

## Спортивная карьера
Родился 17 апреля 1986 года в Сальянском районе Азербайджана. Его первым видом спорта была борьба. В 2001 году уехал в Москву. Стал чемпионом Москвы по боевому самбо. 
В 2006 году стал чемпионом республики. Был первым в профессиональном бою в Грузии в 2006 году. В 2007 году провел 3 боя в Казахстане и стал первым. Провел 3 боя в Самаре и победил. 
В 2007 году пошел на военную службу. Он сделал небольшой перерыв, а когда вернулся, снова начал тренироваться. В 2011 году занял 3-е место по ММА в Казахстане. Позже в том же году занял третье место на чемпионате Европы по борьбе с панкратионом MMA. 
В мае 2010 года в составе сборной Азербайджана выиграл европейский турнир WS